# Ole Christensen (atlet)
 For alternative betydninger, se Ole Christensen. (Se også artikler, som begynder med Ole Christensen)
Ole Christensen (født 1960) er en tidligere dansk atlet medlem af Korsør AM og fra 1981 AK73.
Ole Christensen vandt flere medaljer ved DM.

## Danske mesterskaber
- Bronze 1983 400 meter 48,82
- Bronze 1981 200 meter 22,12
- Sølv 1981 400 meter 48,96
- Sølv 1980 400 meter 49,26
- Sølv 1978 200 meter 22,61

## Personlige rekorder
- 100 meter: 10.8h 1982
- 200 meter: 21.8h 1981
- 400 meter: 48.1h 1981